# 風が聴こえる
『風が聴こえる』（かぜがきこえる）は、ゴスペラーズの配信限定シングル。2021年2月5日に配信が開始された。

## 解説
ゴスペラーズの5カ月連続新曲配信企画である、「G25 〜ゴスペラーズが足りない〜」の5作品目となる配信限定シングルである。
楽曲は、一般公募に寄せられた約700曲の中から、シンガーソングライターである細井タカフミの作品が選ばれた。
また、「iTunes R&Bソウルチャート」では1位を獲得している。

## 収録曲
1. 風が聴こえる
作詞・作曲：細井タカフミ、編曲：北山陽一[2]